# Coppa di Francia 2025-2026
La Coppa di Francia 2025-2026, anche nota come Coupe de France Crédit Agricole per motivi di sponsorizzazione, è la 109ª edizione della omonima competizione calcistica, organizzata dalla FFF e aperta a tutte le squadre francesi e della Francia d'oltremare.
Il detentore della Coppa è il Paris Saint-Germain. 

## Regolamento
In questa stagione il regolamento è lo stesso dell'edizioni precedente. Ai primi due turni delle qualificazioni regionali, prendono parte le formazioni dilettantistiche inferiori alla quinta divisione. Al terzo turno entrano le squadre del Championnat National 3 e una rappresentante il territorio di Saint-Pierre e Miquelon, al quarto quelle del Championnat National 2 e al quinto quelle del Championnat National. Al settimo turno sono ammesse le venti squadre di Ligue 2 e tre squadre dei paesi d'oltremare, e qui si passa a fase nazionale. Le squadre di Ligue 1 sono già qualificati per la fase finale.

## Calendario
| Fase           | Turno                   | Data                 | Partite | Squadre     | Squadre entrate | Campionati entranti                                       |
| -------------- | ----------------------- | -------------------- | ------- | ----------- | --------------- | --------------------------------------------------------- |
| Fase regionale | Primo Turno             | Date regionali       |         |             |                 | Divisioni regionali                                       |
| Fase regionale | Secondo turno           | Date regionali       |         |             |                 | Divisioni regionali                                       |
| Fase regionale | Terzo turno             | 13-14 settembre 2025 | 1157    | 2314 → 1157 |                 | Championnat National 3 Régional 1 Saint-Pierre e Miquelon |
| Fase regionale | Quarto turno            | 27-28 settembre 2025 | 602     | 1204 → 602  | 47              | Championnat National 2                                    |
| Fase regionale | Quinto turno            | 11-12 ottobre 2025   | 310     | 620 → 310   | 18              | Championnat National                                      |
| Fase regionale | Sesto turno             | 25-26 ottobre 2025   | 155     | 310 → 155   |                 |                                                           |
| Fase nazionale | Settimo turno           | 15-16 novembre 2025  | 88      | 176 → 88    | 21              | Ligue 2 Mayotte, Polinesia francese e Nuova Caledonia     |
| Fase nazionale | Ottavo turno            | 29-30 novembre 2025  | 46      | 92 → 46     | 4               | Guiana francese, Riunione, Guadalupa e Martinica          |
| Fase finale    | Trentaduesimi di finale | 20-21 dicembre 2024  | 32      | 64 → 32     | 18              | Ligue 1                                                   |
| Fase finale    | Sedicesimi di finale    | 10-11 gennaio 2026   | 16      | 32 → 16     |                 |                                                           |
| Fase finale    | Ottavi di finale        | 4 febbraio 2026      | 8       | 16 → 8      |                 |                                                           |
| Fase finale    | Quarti di finale        | 4 marzo 2026         | 4       | 8 → 4       |                 |                                                           |
| Fase finale    | Semifinali              | 22 aprile 2026       | 2       | 4 → 2       |                 |                                                           |
| Fase finale    | Finale                  | 23 maggio 2026       | 1       | 2 → 1       |                 |                                                           |